# ウィリアム・アルバート・ヒュー・ラシュトン
ウィリアム・アルバート・ヒュー・ラシュトン（William Albert Hugh Rushton、1901年12月8日 - 1980年6月21日）は、イギリスの生理学者である。ケンブリッジのトリニティ・カレッジの生理学教授を務めた。彼の主な関心は色覚にあり、知覚の研究において極めて重要な単一変数の原理を提唱したことで知られる。

## 教育
ラシュトンは、ホルトのグレシャム・スクールとケンブリッジ大学で教育を受けた。ペンブローク大学の学生だった彼は、その後エマニュエル大学でフェローシップを取得し、その後トリニティ大学でフェローシップを取得した。彼は熱心な音楽家で、ヴァイオリンとヴィオラを演奏し、後にファゴットを演奏した。彼はまたいくつかの曲を作曲し、グスタフ・ホルストから指導を受けた。1930年にオーボエ奏者のマージョリー・ケンドリックと結婚した。それに応じて、彼らの家は「ショームズ」と呼ばれるようになりました。

## 単一変数の原理
彼の講義「色覚における色素と信号」の中で「受容体の出力は、その量子が捕捉されるかどうかに依存するが、どの量子が捕捉されるかには依存しない」と述べている。これは、同じ視細胞が波長と強度の異なる組み合わせによって興奮する可能性があるため、脳は網膜像のその点の色を認識できないことを意味する。

## 心霊研究
ラシュトンは超心理学に興味を持っていました。 1969年から1971年まで、彼は心霊現象研究協会の会長を務めた。彼は超常現象とされるものに対して自然な説明を示唆することで知られていた。彼は、「ギズモ」として知られるテッド・セリオスの装置がどのようにして偽物の心霊写真を作成するために使用されたかを明らかにした。彼は、ギズモに隠されたカメラのレンズの前に置かれた明るい写真から写真を形成したのは光であると示唆した。ラシュトンは、マイクロフィルムの写真を収めた小さな反射プリズムをカメラのレンズに当てることで、セリオス現象を再現することに成功した。

## 賞歴
- 1931年 ベイト記念フェローシップ
- 1948年 王立協会フェロー
- 1968年 スウェーデン王立科学アカデミー外国人会員
- 1969年 ケース・ウェスタン・リザーブ大学から名誉学士号を取得
- 1970年 英国王立協会のロイヤル・メダル